# 全米製作者組合賞 劇場映画賞
全米製作者組合賞 劇場映画賞（Producers Guild of America Award for Best Theatrical Motion Picture）、またはダリル・F・ザナック賞劇場映画プロデューサー賞（Darryl F. Zanuck Award for Outstanding Producer of Theatrical Motion Pictures）は、全米製作者組合が1989年より贈る賞のひとつである。
2009年度からはアカデミー作品賞に合わせて候補作が5本から10本に変更された。
2016年までの受賞作28本のうち19本がアカデミー作品賞受賞作と一致している。

## 受賞及び候補作
- "†" - アカデミー作品賞受賞作
- "‡" - アカデミー作品賞候補作

### 1980年代
| 年           | 作品                             | プロデューサー                                    | 参照  |
| ------------ | -------------------------------- | ------------------------------------------------- | ----- |
| 1989 (第1回) | 『ドライビング Miss デイジー』 † | リリ・フィニー・ザナック、リチャード・D・ザナック | [ 1 ] |

### 1990年代
| 年            | 作品                                      | プロデューサー | 参照  |
| ------------- | ----------------------------------------- | --- | ----- |
| 1990 (第2回)  | 『ダンス・ウィズ・ウルブズ』 †            | ジム・ウィルソン、ケビン・コスナー | [ 1 ] |
| 1991 (第3回)  | 『羊たちの沈黙』 †                        | エドワード・サクソン、ケネス・ウット、ロン・ボズマン                                                                                   | [ 1 ] |
| 1991 (第3回)  | At Play in the Fields of the Lord         | ソウル・ゼインツ | [ 1 ] |
| 1991 (第3回)  | 『ボーイズ'ン・ザ・フッド』               | スティーヴ・ニコライデス | [ 1 ] |
| 1991 (第3回)  | 『JFK』 ‡                                 | A・キットマン・ホー、オリバー・ストーン                                                                                                | [ 1 ] |
| 1991 (第3回)  | 『サウス・キャロライナ/愛と追憶の彼方』 ‡ | バーブラ・ストライサンド、アンドリュー・S・カーシュ                                                                                    | [ 1 ] |
| 1991 (第3回)  | 『ザ・コミットメンツ』                    | ロジャー・ランドール＝カトラー、リンダ・マイルズ                                                                                       | [ 1 ] |
| 1992 (第4回)  | 『クライング・ゲーム』 ‡                  | スティーヴン・ウーリー | [ 1 ] |
| 1992 (第4回)  | 『ア・フュー・グッドメン』 ‡              | ロブ・ライナー、デイヴィッド・ブラウン、アンドリュー・シェインマン                                                                     | [ 1 ] |
| 1992 (第4回)  | 『ハワーズ・エンド』 ‡                    | イスマイル・マーチャント | [ 1 ] |
| 1992 (第4回)  | 『セント・オブ・ウーマン/夢の香り』 ‡     | マーティン・ブレスト | [ 1 ] |
| 1992 (第4回)  | 『許されざる者』 †                        | クリント・イーストウッド、デヴィッド・ヴァルデス                                                                                       | [ 1 ] |
| 1993 (第5回)  | 『シンドラーのリスト』 †                  | スティーヴン・スピルバーグ、ジェラルド・R・モーレン、ブランコ・ラスティグ                                                              | [ 1 ] |
| 1993 (第5回)  | 『逃亡者』 ‡                              | アーノルド・コペルソン | [ 1 ] |
| 1993 (第5回)  | 『父の祈りを』 ‡                          | ジム・シェリダン | [ 1 ] |
| 1993 (第5回)  | 『ピアノ・レッスン』 ‡                    | ジャン・チャップマン | [ 1 ] |
| 1993 (第5回)  | 『日の名残り』 ‡                          | マイク・ニコルズ、ジョン・キャリー、イスマイル・マーチャント                                                                           | [ 1 ] |
| 1994 (第6回)  | 『フォレスト・ガンプ/一期一会』 †         | ウェンディ・フィネルマン、スティーヴ・ティッシュ、スティーヴ・スターキー                                                               | [ 1 ] |
| 1994 (第6回)  | 『フォー・ウェディング』 ‡                | ダンカン・ケンウォーシー | [ 1 ] |
| 1994 (第6回)  | 『パルプ・フィクション』 ‡                | ローレンス・ベンダー | [ 1 ] |
| 1994 (第6回)  | 『ショーシャンクの空に』 ‡                | ニキ・マーヴィン | [ 1 ] |
| 1994 (第6回)  | 『クイズ・ショウ』 ‡                      | ロバート・レッドフォード、マイケル・ジェイコブス、ジュリアン・クレイニン、マイケル・ノジク                                             | [ 1 ] |
| 1995 (第7回)  | 『アポロ13』 ‡                            | ブライアン・グレイザー、トッド・ハロウェル                                                                                             | [ 1 ] |
| 1995 (第7回)  | 『アメリカン・プレジデント』              | ロブ・ライナー | [ 1 ] |
| 1995 (第7回)  | 『マディソン郡の橋』                      | クリント・イーストウッド、キャスリーン・ケネディ                                                                                       | [ 1 ] |
| 1995 (第7回)  | 『デッドマン・ウォーキング』              | ジョン・キリク、ティム・ロビンス | [ 1 ] |
| 1995 (第7回)  | 『イル・ポスティーノ』 ‡                  | マリオ・チェッキ・ゴーリ、ヴィットリオ・チェッキ・ゴーリ、ガエターノ・ダニエル                                                         | [ 1 ] |
| 1995 (第7回)  | 『リービング・ラスベガス』                | リラ・カゼス、アニー・スチュワート | [ 1 ] |
| 1995 (第7回)  | 『いつか晴れた日に』 ‡                    | リンゼイ・ドーラン | [ 1 ] |
| 1996 (第8回)  | 『イングリッシュ・ペイシェント』 †        | ソウル・ゼインツ | [ 1 ] |
| 1996 (第8回)  | 『ファーゴ ‡                              | イーサン・コーエン | [ 1 ] |
| 1996 (第8回)  | 『ハムレット』                            | デヴィッド・バロン | [ 1 ] |
| 1996 (第8回)  | 『ラリー・フリント』                      | オリバー・ストーン、ジャネット・ヤン、マイケル・ハウスマン                                                                             | [ 1 ] |
| 1996 (第8回)  | 『シャイン』 ‡                            | ジェーン・スコット | [ 1 ] |
| 1997 (第9回)  | 『タイタニック』 †                        | ジェームズ・キャメロン、ジョン・ランドー                                                                                               | [ 1 ] |
| 1997 (第9回)  | 『アミスタッド』                          | スティーヴン・スピルバーグ、デビー・アレン、コリン・ウィルソン                                                                         | [ 1 ] |
| 1997 (第9回)  | 『恋愛小説家』 ‡                          | ジェームズ・L・ブルックス、ブリジット・ジョンソン、クリスティ・ズィー                                                                  | [ 1 ] |
| 1997 (第9回)  | 『グッド・ウィル・ハンティング/旅立ち』 ‡ | ローレンス・ベンダー | [ 1 ] |
| 1997 (第9回)  | 『L.A.コンフィデンシャル』 ‡              | アーノン・ミルチャン、カーティス・ハンソン、マイケル・G・ネイサンソン                                                                  | [ 1 ] |
| 1998 (第10回) | 『プライベート・ライアン』 ‡              | スティーヴン・スピルバーグ、アリソン・リオン・セーガン、ボニー・カーティス、イアン・ブライス、マーク・ゴードン、ゲイリー・レヴィンソン | [ 1 ] |
| 1998 (第10回) | 『ライフ・イズ・ビューティフル』 ‡        | エルダ・フェッリ、ジャンルイジ・ブラスキ                                                                                               | [ 1 ] |
| 1998 (第10回) | 『恋におちたシェイクスピア』 †            | デヴィッド・パーフィット、ドナ・ジグリオッティ、ハーヴェイ・ワインスタイン、エドワード・ズウィック、マーク・ノーマン                   | [ 1 ] |
| 1998 (第10回) | 『ゴッド・アンド・モンスター』            | ポール・コリクマン、グレッグ・フィーンバーグ、マーク・R・ハリス                                                                        | [ 1 ] |
| 1998 (第10回) | 『ウェイクアップ!ネッド』                 | グリニス・マーレイ、リチャード・ホームズ                                                                                               | [ 1 ] |
| 1999 (第11回) | 『アメリカン・ビューティー』 †            | ブルース・コーエン、ダン・ジンクス | [ 1 ] |
| 1999 (第11回) | 『マルコヴィッチの穴』                    | マイケル・スタイプ、サンディ・スターン、スティーヴ・ゴリン、ヴィンセント・ランディ                                                     | [ 1 ] |
| 1999 (第11回) | 『サイダーハウス・ルール』 ‡              | リチャード・N・グラッドスタイン | [ 1 ] |
| 1999 (第11回) | 『ザ・ハリケーン』                        | ノーマン・ジュイソン、アーミアン・バーンスタイン、ジョン・ケッチャム                                                                   | [ 1 ] |
| 1999 (第11回) | 『インサイダー』 ‡                        | マイケル・マン、ピーター・ジャン・ブルージ                                                                                             | [ 1 ] |

### 2000年代
| 年            | 作品                                     | プロデューサー                                                                                              | 参照  |
| ------------- | ---------------------------------------- | --- | ----- |
| 2000 (第12回) | 『グラディエーター』 †                   | ダグラス・ウィック、デヴィッド・フランゾーニ、ブランコ・ラスティグ                                          | [ 1 ] |
| 2000 (第12回) | 『あの頃ペニー・レインと』               | キャメロン・クロウ、イアン・ブライス                                                                        | [ 1 ] |
| 2000 (第12回) | 『リトル・ダンサー』                     | グレッグ・ブレンマン、ジョン・フィン                                                                        | [ 1 ] |
| 2000 (第12回) | 『グリーン・デスティニー』 ‡             | ウィリアム・コン、シュー・リー・コン、アン・リー                                                            | [ 1 ] |
| 2000 (第12回) | 『エリン・ブロコビッチ』 ‡               | ダニー・デヴィート、マイケル・シャンバーグ、ステイシー・シェア                                              | [ 1 ] |
| 2001 (第13回) | 『ムーラン・ルージュ』 ‡                 | バズ・ラーマン、フレッド・バロン、マーティン・ブラウン                                                      | [ 1 ] |
| 2001 (第13回) | 『ビューティフル・マインド』 †           | ブライアン・グレイザー、ロン・ハワード                                                                      | [ 1 ] |
| 2001 (第13回) | 『ハリー・ポッターと賢者の石』           | デヴィッド・ハイマン                                                                                        | [ 1 ] |
| 2001 (第13回) | 『ロード・オブ・ザ・リング』 ‡           | バリー・M・オズボーン、ピーター・ジャクソン、フラン・ウォルシュ                                             | [ 1 ] |
| 2001 (第13回) | 『シュレック』                           | アーロン・ワーナー、ジョン・H・ウィリアムズ、ジェフリー・カッツェンバーグ                                   | [ 1 ] |
| 2002 (第14回) | 『シカゴ』 †                             | マーティン・リチャーズ                                                                                      | [ 1 ] |
| 2002 (第14回) | 『アダプテーション』                     | エドワード・サクソン、ジョナサン・デミ、ヴィンセント・ランディ                                              | [ 1 ] |
| 2002 (第14回) | 『ギャング・オブ・ニューヨーク』 ‡       | アルベルト・グリマルディ、ハーヴェイ・ワインスタイン                                                        | [ 1 ] |
| 2002 (第14回) | 『ロード・オブ・ザ・リング/二つの塔』 ‡  | バリー・M・オズボーン、ピーター・ジャクソン、フラン・ウォルシュ                                             | [ 1 ] |
| 2002 (第14回) | 『マイ・ビッグ・ファット・ウェディング』 | リタ・ウィルソン、トム・ハンクス、ゲイリー・ゴーツマン                                                      | [ 1 ] |
| 2002 (第14回) | 『ロード・トゥ・パーディション』         | リチャード・D・ザナック、ディーン・ザナック                                                                 | [ 1 ] |
| 2003 (第15回) | 『ロード・オブ・ザ・リング/王の帰還』 †  | バリー・M・オズボーン、ピーター・ジャクソン、フラン・ウォルシュ                                             | [ 1 ] |
| 2003 (第15回) | 『コールド マウンテン』                  | アルバート・バーガー                                                                                        | [ 1 ] |
| 2003 (第15回) | 『ラスト サムライ』                      | マーシャル・ハースコビッツ、エドワード・ズウィック、トム・クルーズ、ポーラ・ワグナー                        | [ 1 ] |
| 2003 (第15回) | 『マスター・アンド・コマンダー』 ‡       | サミュエル・ゴールドウィン・Jr、ダンカン・ヘンダーソン、ピーター・ウィアー                                  | [ 1 ] |
| 2003 (第15回) | 『ミスティック・リバー』 ‡               | ロバート・ロレンツ、ジュディ・G・ホイト、クリント・イーストウッド                                           | [ 1 ] |
| 2003 (第15回) | 『シービスケット』 ‡                     | キャスリーン・ケネディ、フランク・マーシャル、ゲイリー・ロス                                                | [ 1 ] |
| 2004 (第16回) | 『アビエイター』 ‡                       | マイケル・マン、グレアム・キング                                                                            | [ 1 ] |
| 2004 (第16回) | 『ネバーランド』 ‡                       | リチャード・N・グラッドスタイン、ネリー・ベルフラワー                                                       | [ 1 ] |
| 2004 (第16回) | 『Mr.インクレディブル』                  | ジョン・ウォーカー                                                                                          | [ 1 ] |
| 2004 (第16回) | 『ミリオンダラー・ベイビー』 †           | クリント・イーストウッド、アルバート・S・ラディ、トム・ローゼンバーグ                                       | [ 1 ] |
| 2004 (第16回) | 『サイドウェイ』 ‡                       | マイケル・ロンドン                                                                                          | [ 1 ] |
| 2005 (第17回) | 『ブロークバック・マウンテン』 ‡         | ダイアナ・オサナ、ジェームズ・シェイマス                                                                    | [ 1 ] |
| 2005 (第17回) | 『カポーティ』 ‡                         | キャロライン・バロン、ウィリアム・ヴィンス、マイケル・オホーヴェン                                          | [ 1 ] |
| 2005 (第17回) | 『クラッシュ』 †                         | ポール・ハギス、キャシー・シュルマン                                                                        | [ 1 ] |
| 2005 (第17回) | 『グッドナイト&グッドラック』 ‡          | グラント・ヘスロヴ                                                                                          | [ 1 ] |
| 2005 (第17回) | 『ウォーク・ザ・ライン/君につづく道』    | ジェームズ・キーチ、キャシー・コンラッド                                                                    | [ 1 ] |
| 2006 (第18回) | 『リトル・ミス・サンシャイン』 ‡         | アルバート・バーガー、デヴィッド・T・フレンドリー、ピーター・サラフ、マーク・タートルトーブ、ロン・イェルザ | [ 1 ] |
| 2006 (第18回) | 『バベル』 ‡                             | スティーヴ・ゴリン、アレハンドロ・ゴンサレス・イニャリトゥ、ジョン・キリク                                  | [ 1 ] |
| 2006 (第18回) | 『ディパーテッド』 †                     | グレアム・キング                                                                                            | [ 1 ] |
| 2006 (第18回) | 『ドリームガールズ』                     | ローレンス・マーク                                                                                          | [ 1 ] |
| 2006 (第18回) | 『クィーン』 ‡                           | アンディ・ハリース、クリスティーン・ランガン、トレイシー・シーウォード                                      | [ 1 ] |
| 2007 (第19回) | 『ノーカントリー』 †                     | スコット・ルーディン、ジョエル・コーエン、イーサン・コーエン                                                | [ 2 ] |
| 2007 (第19回) | 『潜水服は蝶の夢を見る』                 | キャスリーン・ケネディ、ジョン・キリク                                                                      | [ 2 ] |
| 2007 (第19回) | 『JUNO/ジュノ』 ‡                        | リアンヌ・ハルフォン、メイソン・ノヴィック、ラッセル・スミス                                                | [ 2 ] |
| 2007 (第19回) | 『フィクサー』 ‡                         | ジェニファー・フォックス、ケリー・オレント、シドニー・ポラック                                              | [ 2 ] |
| 2007 (第19回) | 『ゼア・ウィル・ビー・ブラッド』 ‡       | ポール・トーマス・アンダーソン、ダニエル・ルピ、ジョアン・セラー                                            | [ 2 ] |
| 2008 (第20回) | 『スラムドッグ$ミリオネア』 †            | クリスチャン・コルソン                                                                                      | [ 3 ] |
| 2008 (第20回) | 『ベンジャミン・バトン 数奇な人生』 ‡    | キャスリーン・ケネディ、フランク・マーシャル、セアン・チャフィン                                            | [ 3 ] |
| 2008 (第20回) | 『ダークナイト』                         | クリストファー・ノーラン、エマ・トーマス、チャールズ・ローヴェン                                            | [ 3 ] |
| 2008 (第20回) | 『フロスト×ニクソン』 ‡                  | ロン・ハワード、ブライアン・グレイザー、エリック・フェルナー                                                | [ 3 ] |
| 2008 (第20回) | 『ミルク』 ‡                             | ブルース・コーエン、ダン・ジンクス                                                                          | [ 3 ] |
| 2009 (第21回) | 『ハート・ロッカー』 †                   | キャスリン・ビグロー、マーク・ボール、ニコラ・シャルティエ、グレッグ・シャピロ                              | [ 4 ] |
| 2009 (第21回) | 『アバター』 ‡                           | ジェームズ・キャメロン、ジョン・ランドー                                                                    | [ 4 ] |
| 2009 (第21回) | 『第9地区』 ‡                            | ピーター・ジャクソン、キャロリン・カニンガム                                                                | [ 4 ] |
| 2009 (第21回) | 『17歳の肖像』 ‡                         | フィノラ・ドワイヤー、アマンダ・ポージー                                                                    | [ 4 ] |
| 2009 (第21回) | 『イングロリアス・バスターズ』 ‡         | ローレンス・ベンダー                                                                                        | [ 4 ] |
| 2009 (第21回) | 『インビクタス/負けざる者たち』          | クリント・イーストウッド、ロリー・マクレアリー、ロバート・ロレンツ、メイス・ニューフェルド                  | [ 4 ] |
| 2009 (第21回) | 『プレシャス』 ‡                         | リー・ダニエルズ、セイラ・シーゲル＝マグネス、ゲイリー・マグネス                                            | [ 4 ] |
| 2009 (第21回) | 『スター・トレック』                     | J・J・エイブラムス、デイモン・リンデロフ                                                                    | [ 4 ] |
| 2009 (第21回) | 『カールじいさんの空飛ぶ家』 ‡           | ジョナス・リヴェラ                                                                                          | [ 4 ] |
| 2009 (第21回) | 『マイレージ、マイライフ』 ‡             | アイヴァン・ライトマン、ジェイソン・ライトマン、ダニエル・タビッキ                                          | [ 4 ] |

### 2010年代
| 年            | 作品                                                    | プロデューサー | 参照   |
| ------------- | ------------------------------------------------------- | --- | ------ |
| 2010 (第22回) | 『英国王のスピーチ』 †                                  | イアン・カニング、エミール・シャーマン、ガレス・アンウィン                                                               | [ 5 ]  |
| 2010 (第22回) | 『127時間』 ‡                                           | ダニー・ボイル、クリスチャン・コルソン                                                                                   | [ 5 ]  |
| 2010 (第22回) | 『ブラック・スワン』 ‡                                  | スコット・フランクリン、マイク・メダヴォイ、ブライアン・オリヴァー                                                       | [ 5 ]  |
| 2010 (第22回) | 『ザ・ファイター』 ‡                                    | デヴィッド・ホバーマン、トッド・リーバーマン、マーク・ウォールバーグ                                                     | [ 5 ]  |
| 2010 (第22回) | 『インセプション』 ‡                                    | クリストファー・ノーラン、エマ・トーマス                                                                                 | [ 5 ]  |
| 2010 (第22回) | 『キッズ・オールライト』 ‡                              | ゲイリー・ギルバート、ジェフリー・レヴィ＝ヒント、セリーヌ・ラトレイ                                                     | [ 5 ]  |
| 2010 (第22回) | 『ソーシャル・ネットワーク』 ‡                          | デイナ・ブルネッティ、セアン・チャフィン、マイケル・デ・ルカ、スコット・ルーディン                                       | [ 5 ]  |
| 2010 (第22回) | 『ザ・タウン』                                          | ベイジル・イヴァニク、グレアム・キング                                                                                   | [ 5 ]  |
| 2010 (第22回) | 『トイ・ストーリー3』 ‡                                 | ダーラ・K・アンダーソン                                                                                                  | [ 5 ]  |
| 2010 (第22回) | 『トゥルー・グリット』 ‡                                | ジョエル・コーエン、イーサン・コーエン、スコット・ルーディン                                                             | [ 5 ]  |
| 2011 (第23回) | 『アーティスト』 †                                      | トマ・ラングマン' | [ 6 ]  |
| 2011 (第23回) | 『ブライズメイズ 史上最悪のウェディングプラン』         | ジャド・アパトー、バリー・メンデル、クレイトン・タウンゼント                                                             | [ 6 ]  |
| 2011 (第23回) | 『ファミリー・ツリー』 ‡                                | ジム・バーク、アレクサンダー・ペイン、ジム・テイラー                                                                     | [ 6 ]  |
| 2011 (第23回) | 『ドラゴン・タトゥーの女』                              | セアン・チャフィン、スコット・ルーディン                                                                                 | [ 6 ]  |
| 2011 (第23回) | 『ヘルプ 〜心がつなぐストーリー〜』 ‡                   | マイケル・バーナサン、クリス・コロンバス、ブランソン・グリーン                                                           | [ 6 ]  |
| 2011 (第23回) | 『ヒューゴの不思議な発明』 ‡                            | グレアム・キング、マーティン・スコセッシ                                                                                 | [ 6 ]  |
| 2011 (第23回) | 『スーパー・チューズデー 〜正義を売った日〜』           | ジョージ・クルーニー、グラント・ヘスロヴ、ブライアン・オリヴァー                                                         | [ 6 ]  |
| 2011 (第23回) | 『ミッドナイト・イン・パリ』 ‡                          | レッティ・アロンソン、スティーヴン・テネンバウム                                                                         | [ 6 ]  |
| 2011 (第23回) | 『マネーボール』 ‡                                      | マイケル・デ・ルカ、レイチェル・ホロヴィッツ、ブラッド・ピット                                                           | [ 6 ]  |
| 2011 (第23回) | 『戦火の馬』 ‡                                          | キャスリーン・ケネディ、スティーヴン・スピルバーグ                                                                       | [ 6 ]  |
| 2012 (第24回) | 『アルゴ』 †                                            | ベン・アフレック、ジョージ・クルーニー、グラント・ヘスロヴ'                                                              | [ 7 ]  |
| 2012 (第24回) | 『ハッシュパピー 〜バスタブ島の少女〜』 ‡               | ダン・ジャンヴィー、マイケル・ゴットワルド、ジョシュ・ペン                                                               | [ 7 ]  |
| 2012 (第24回) | 『ジャンゴ 繋がれざる者』 ‡                             | レジナルド・ハドリン、ピラー・サヴォン、ステイシー・シェア                                                               | [ 7 ]  |
| 2012 (第24回) | 『レ・ミゼラブル』 ‡                                    | ティム・ビーヴァン、エリック・フェルナー、デブラ・ヘイワード、キャメロン・マッキントッシュ                               | [ 7 ]  |
| 2012 (第24回) | 『ライフ・オブ・パイ/トラと漂流した227日』 ‡            | アン・リー、ギル・ネッター、デヴィッド・ウォマーク                                                                       | [ 7 ]  |
| 2012 (第24回) | 『リンカーン』 ‡                                        | キャスリーン・ケネディ、スティーヴン・スピルバーグ                                                                       | [ 7 ]  |
| 2012 (第24回) | 『ムーンライズ・キングダム』                            | ウェス・アンダーソン、ジェレミー・ドーソン、スティーヴン・レイルズ、スコット・ルーディン                                 | [ 7 ]  |
| 2012 (第24回) | 『世界にひとつのプレイブック』 ‡                        | ブルース・コーエン、ドナ・ジグリオッティ、ジョナサン・ゴードン                                                           | [ 7 ]  |
| 2012 (第24回) | 『007 スカイフォール』                                  | バーバラ・ブロッコリ、マイケル・G・ウィルソン                                                                            | [ 7 ]  |
| 2012 (第24回) | 『ゼロ・ダーク・サーティ』 ‡                            | キャスリン・ビグロー、マーク・ボール、ミーガン・エリソン                                                                 | [ 7 ]  |
| 2013 (第25回) | 『それでも夜は明ける』 † (タイ)                         | アンソニー・カタガス、ジェレミー・クライナー、スティーヴ・マックイーン、ブラッド・ピット、デデ・ガードナー               | [ 8 ]  |
| 2013 (第25回) | 『ゼロ・グラビティ』 ‡ (タイ)                           | アルフォンソ・キュアロン、デヴィッド・ハイマン                                                                           | [ 8 ]  |
| 2013 (第25回) | 『アメリカン・ハッスル』 ‡                              | ミーガン・エリソン、ジョナサン・ゴードン、チャールズ・ローヴェン、リチャード・サックル                                   | [ 8 ]  |
| 2013 (第25回) | 『ブルージャスミン』                                    | レッティ・アロンソン、スティーヴン・テネンバウム                                                                         | [ 8 ]  |
| 2013 (第25回) | 『キャプテン・フィリップス』 ‡                          | デイナ・ブルネッティ、マイケル・デ・ルカ、スコット・ルーディン                                                           | [ 8 ]  |
| 2013 (第25回) | 『ダラス・バイヤーズクラブ』 ‡                          | ロビー・ブレナー、レイチェル・ウィンター                                                                                 | [ 8 ]  |
| 2013 (第25回) | 『her/世界でひとつの彼女』 ‡                            | ミーガン・エリソン、スパイク・ジョーンズ、ヴィンセント・ランディ                                                         | [ 8 ]  |
| 2013 (第25回) | 『ネブラスカ ふたつの心をつなぐ旅』 ‡                   | アルバート・バーガー、ロン・イェルザ                                                                                     | [ 8 ]  |
| 2013 (第25回) | 『ウォルト・ディズニーの約束』                          | イアン・コリー、アリソン・オーウェン、フィリップ・ステュアー                                                             | [ 8 ]  |
| 2013 (第25回) | 『ウルフ・オブ・ウォールストリート』 ‡                  | リザ・アジズ、エマ・ティリンジャー・コスコフ、ジョーイ・マクファーランド                                                 | [ 8 ]  |
| 2014 (第26回) | 『バードマン あるいは（無知がもたらす予期せぬ奇跡）』 † | アレハンドロ・ゴンサレス・イニャリトゥ、ジョン・レッシャー、ジェームズ・W・スコッチドープル                              | [ 9 ]  |
| 2014 (第26回) | 『アメリカン・スナイパー』 ‡                            | クリント・イーストウッド、ロバート・ロレンツ、アンドリュー・ラザー、ブラッドリー・クーパー、ピーター・モーガン           | [ 9 ]  |
| 2014 (第26回) | 『6才のボクが、大人になるまで。』 ‡                     | リチャード・リンクレイター、キャサリン・サザーランド                                                                     | [ 9 ]  |
| 2014 (第26回) | 『フォックスキャッチャー』                              | ベネット・ミラー、ミーガン・エリソン、ジョン・キリク                                                                     | [ 9 ]  |
| 2014 (第26回) | 『ゴーン・ガール』                                      | セアン・チャフィン | [ 9 ]  |
| 2014 (第26回) | 『グランド・ブダペスト・ホテル』 ‡                      | ウェス・アンダーソン、ジェレミー・ドーソン、スティーヴン・レイルズ、スコット・ルーディン                                 | [ 9 ]  |
| 2014 (第26回) | 『イミテーション・ゲーム/エニグマと天才数学者の秘密』 ‡ | ノーラ・グロスマン、アイドー・オストロウスキー、テディ・シュワルツマン                                                   | [ 9 ]  |
| 2014 (第26回) | 『ナイトクローラー』                                    | ジェニファー・フォックス、トニー・ギルロイ                                                                               | [ 9 ]  |
| 2014 (第26回) | 『博士と彼女のセオリー』 ‡                              | ティム・ビーヴァン、エリック・フェルナー、リサ・ブルース、アンソニー・マクカーテン                                       | [ 9 ]  |
| 2014 (第26回) | 『セッション』 ‡                                        | ジェイソン・ブラム、デヴィッド・ランカスター                                                                             | [ 9 ]  |
| 2015 (第27回) | 『マネー・ショート 華麗なる大逆転』 ‡                   | デデ・ガードナー、ジェレミー・クライナー、ブラッド・ピット                                                               | [ 10 ] |
| 2015 (第27回) | 『ブリッジ・オブ・スパイ』 ‡                            | スティーヴン・スピルバーグ、マーク・プラット、クリスティ・マコスコ・クリーガー                                           | [ 10 ] |
| 2015 (第27回) | 『ブルックリン』 ‡                                      | フィノラ・ドワイヤー、アマンダ・ポージー                                                                                 | [ 10 ] |
| 2015 (第27回) | 『エクス・マキナ』                                      | アンドリュー・マクドナルド、アロン・ライヒ                                                                               | [ 10 ] |
| 2015 (第27回) | 『マッドマックス 怒りのデス・ロード』 ‡                 | ダグ・ミッチェル、ジョージ・ミラー                                                                                       | [ 10 ] |
| 2015 (第27回) | 『オデッセイ』 ‡                                        | サイモン・キンバーグ、リドリー・スコット、マイケル・シェイファー、マーク・ハッファム                                     | [ 10 ] |
| 2015 (第27回) | 『レヴェナント: 蘇えりし者』 ‡                          | アーノン・ミルチャン、スティーヴ・ゴリン、アレハンドロ・ゴンサレス・イニャリトゥ、メアリー・ペアレント、キース・レドモン | [ 10 ] |
| 2015 (第27回) | 『ボーダーライン』                                      | ベイジル・イヴァニク、エドワード・L・マクドネル、モリー・スミス                                                          | [ 10 ] |
| 2015 (第27回) | 『スポットライト 世紀のスクープ』 †                     | マイケル・シュガー、スティーヴ・ゴリン、ニコル・ロックリン、ブライ・パゴン・ファウストン                                 | [ 10 ] |
| 2015 (第27回) | 『ストレイト・アウタ・コンプトン』                      | アイス・キューブ、マット・アルヴァレス、F・ゲイリー・グレイ、ドクター・ドレー、スコット・バーンスタイン                  | [ 10 ] |
| 2016 (第28回) | 『ラ・ラ・ランド』 ‡                                    | フレッド・バーガー、ジョーダン・ホロウィッツ、マーク・プラット                                                           | [ 11 ] |
| 2016 (第28回) | 『メッセージ』 ‡                                        | ショーン・レヴィ、ダン・レヴィン、アーロン・ライダー、デヴィッド・リンド                                                 | [ 11 ] |
| 2016 (第28回) | 『デッドプール』                                        | サイモン・キンバーグ、ライアン・レイノルズ、ローレン・シュラー・ドナー                                                   | [ 11 ] |
| 2016 (第28回) | 『フェンス』 ‡                                          | スコット・ルーディン、デンゼル・ワシントン、トッド・ブラック                                                             | [ 11 ] |
| 2016 (第28回) | 『ハクソー・リッジ』 ‡                                  | ビル・メカニック、デヴィッド・パーマット                                                                                 | [ 11 ] |
| 2016 (第28回) | 『最後の追跡』 ‡                                        | カーラ・ハッケン、ジュリー・ヨーン                                                                                       | [ 11 ] |
| 2016 (第28回) | 『ドリーム』 ‡                                          | ドナ・ジグリオッティ、ピーター・チャーニン、ジェンノ・トッピング、ファレル・ウィリアムス、セオドア・メルフィ             | [ 11 ] |
| 2016 (第28回) | 『LION/ライオン 〜25年目のただいま〜』 ‡                | エミール・シャーマン、イアン・カニング、アンジー・フィールダー                                                           | [ 11 ] |
| 2016 (第28回) | 『マンチェスター・バイ・ザ・シー』 ‡                    | マット・デイモン、キンバリー・スチュワード、クリス・ムーア、ローレン・ベック、ケヴィン・J・ウォルシュ                    | [ 11 ] |
| 2016 (第28回) | 『ムーンライト』 †                                      | アデル・ロマンスキー、デデ・ガードナー、ジェレミー・クライナー                                                           | [ 11 ] |
| 2017 (第29回) | 『シェイプ・オブ・ウォーター』 †                        | ギレルモ・デル・トロ、J・マイルズ・デイル                                                                                | [ 12 ] |
| 2017 (第29回) | 『ビッグ・シック ぼくたちの大いなる目ざめ』             | ジャド・アパトー、バリー・メンデル                                                                                       | [ 12 ] |
| 2017 (第29回) | 『君の名前で僕を呼んで』 ‡                              | ピーター・スピアーズ、ルカ・グァダニーノ、エミリー・ジョルジュ、マルコ・モラビート                                       | [ 12 ] |
| 2017 (第29回) | 『ダンケルク』 ‡                                        | エマ・トーマス、クリストファー・ノーラン                                                                                 | [ 12 ] |
| 2017 (第29回) | 『ゲット・アウト』 ‡                                    | ショーン・マッキトリック、エドワード・H・ハム・Jr.、ジェイソン・ブラム、ジョーダン・ピール                               | [ 12 ] |
| 2017 (第29回) | 『アイ,トーニャ 史上最大のスキャンダル』                | ブライアン・アンケレス、スティーヴン・ロジャース、マーゴット・ロビー、トム・アカーリー                                   | [ 12 ] |
| 2017 (第29回) | 『レディ・バード』 ‡                                    | スコット・ルーディン、イーライ・ブッシュ、イヴリン・オニール                                                             | [ 12 ] |
| 2017 (第29回) | 『モリーズ・ゲーム』                                    | マーク・ゴードン、エイミー・パスカル、マット・ジャクソン                                                                 | [ 12 ] |
| 2017 (第29回) | 『ペンタゴン・ペーパーズ/最高機密文書』 ‡               | エイミー・パスカル、スティーヴン・スピルバーグ、クリスティ・マコスコ・クリーガー                                         | [ 12 ] |
| 2017 (第29回) | 『スリー・ビルボード』 ‡                                | グレアム・ブロードベント、ピーター・チャーニン、マーティン・マクドナー                                                   | [ 12 ] |
| 2017 (第29回) | 『ワンダーウーマン』                                    | チャールズ・ローヴェン、リチャード・サックル、ザック・スナイダー、デボラ・スナイダー                                     | [ 12 ] |
| 2018 (第30回) | 『グリーンブック』 †                                    | ジム・バーク、チャールズ・B・ウェスラー、ブライアン・カリー、ピーター・ファレリー、ニック・ヴァレロンガ                  | [ 13 ] |
| 2018 (第30回) | 『ブラックパンサー』 ‡                                  | ケヴィン・ファイギ | [ 13 ] |
| 2018 (第30回) | 『ブラック・クランズマン』 ‡                            | ショーン・マッキトリック、ジェイソン・ブラム、レイモンド・マンスフィールド、ジョーダン・ピール、スパイク・リー           | [ 13 ] |
| 2018 (第30回) | 『ボヘミアン・ラプソディ』 ‡                            | グレアム・キング | [ 13 ] |
| 2018 (第30回) | 『クレイジー・リッチ!』                                 | ニーナ・ジェイコブソン、ブラッド・シンプソン、ジョン・ペノッティ                                                         | [ 13 ] |
| 2018 (第30回) | 『女王陛下のお気に入り』 ‡                              | セシ・デンプシー、エド・ギニー、リー・マジデイ、ヨルゴス・ランティモス                                                   | [ 13 ] |
| 2018 (第30回) | 『クワイエット・プレイス』                              | マイケル・ベイ、アンドリュー・フォーム、ブラッド・フラー                                                                 | [ 13 ] |
| 2018 (第30回) | 『ROMA/ローマ』 ‡                                       | ガブリエラ・ロドリゲス、アルフォンソ・キュアロン                                                                         | [ 13 ] |
| 2018 (第30回) | 『アリー/ スター誕生』 ‡                                | ビル・ガーバー、ブラッドリー・クーパー、リネット・ハウエル・テイラー                                                     | [ 13 ] |
| 2018 (第30回) | 『バイス』 ‡                                            | デデ・ガードナー、ジェレミー・クライナー、ケヴィン・メシック、アダム・マッケイ                                           | [ 13 ] |
| 2019 (第31回) | 『1917 命をかけた伝令』 ‡                               | サム・メンデス、ピッパ・ハリス、ジェイン＝アン・テングレン、カラム・マクドゥガル                                         | [ 14 ] |
| 2019 (第31回) | 『フォードvsフェラーリ』 ‡                              | ピーター・チャーニン、ジェンノ・トッピング、ジェームズ・マンゴールド                                                     | [ 14 ] |
| 2019 (第31回) | 『アイリッシュマン』 ‡                                  | ジェーン・ローゼンタール、ロバート・デ・ニーロ、エマ・ティリンジャー・コスコフ、マーティン・スコセッシ                   | [ 14 ] |
| 2019 (第31回) | 『ジョジョ・ラビット』 ‡                                | カーシュー・ニール、タイカ・ワイティティ                                                                                 | [ 14 ] |
| 2019 (第31回) | 『ジョーカー』 ‡                                        | トッド・フィリップス、ブラッドリー・クーパー、エマ・ティリンジャー・コスコフ                                             | [ 14 ] |
| 2019 (第31回) | 『ナイブズ・アウト/名探偵と刃の館の秘密』               | ライアン・ジョンソン、ラム・バーグマン                                                                                   | [ 14 ] |
| 2019 (第31回) | 『ストーリー・オブ・マイライフ/わたしの若草物語』 ‡     | エイミー・パスカル | [ 14 ] |
| 2019 (第31回) | 『マリッジ・ストーリー』 ‡                              | ノア・バームバック、デヴィッド・ハイマン                                                                                 | [ 14 ] |
| 2019 (第31回) | 『ワンス・アポン・ア・タイム・イン・ハリウッド』 ‡      | デヴィッド・ハイマン、シャノン・マッキントッシュ、クエンティン・タランティーノ                                           | [ 14 ] |
| 2019 (第31回) | 『パラサイト 半地下の家族』 †                           | クァク・シネ、ポン・ジュノ                                                                                               | [ 14 ] |

### 2020年代
| 年            | 作品                                                                      | プロデューサー                                                                                               | 参照                 |
| ------------- | ------------------------------------------------------------------------- | --- | -------------------- |
| 2020 (第32回) | 『ノマドランド』 †                                                        | フランシス・マクドーマンド、ピーター・スピアーズ、モリー・アッシャー、ダン・ジャンヴィー、クロエ・ジャオ     | [ 15 ]               |
| 2020 (第32回) | 『続・ボラット 栄光ナル国家だったカザフスタンのためのアメリカ貢ぎ物計画』 | サシャ・バロン・コーエン、モニカ・レヴィンソン、アンソニー・ハインズ                                         | [ 15 ]               |
| 2020 (第32回) | 『ユダ&ブラック・メシア 裏切りの代償』 ‡                                  | チャールズ・D・キング、ライアン・クーグラー、シャカ・キング                                                  | [ 15 ]               |
| 2020 (第32回) | 『マ・レイニーのブラックボトム』                                          | デンゼル・ワシントン、トッド・ブラック                                                                       | [ 15 ]               |
| 2020 (第32回) | 『Mank/マンク』 ‡                                                         | セアン・チャフィン、エリック・ロス、ダグラス・アーバンスキー                                                 | [ 15 ]               |
| 2020 (第32回) | 『ミナリ』 ‡                                                              | クリスティーナ・オー                                                                                         | [ 15 ]               |
| 2020 (第32回) | 『あの夜、マイアミで』                                                    | ジェス・ウー・カルダー、キース・コルダー、ジョディ・クライン                                                 | [ 15 ]               |
| 2020 (第32回) | 『プロミシング・ヤング・ウーマン』 ‡                                      | ジョージー・マクナマラ、ベン・ブロウニング、アシュリー・フォックス、トム・アカーリー、エメラルド・フェネル   | [ 15 ]               |
| 2020 (第32回) | 『サウンド・オブ・メタル -聞こえるということ-』 ‡                         | ベルト・ハーメリンク、サシャ・ベン・アローシュ                                                               | [ 15 ]               |
| 2020 (第32回) | 『シカゴ7裁判』 ‡                                                         | マーク・プラット、スチュアート・ベッサー                                                                     | [ 15 ]               |
| 2021 (第33回) | 『コーダ あいのうた』 †                                                   | ファブリス・ジャンフェルミ、フィリップ・ルスレ、パトリック・ワックスバーガー                                 | [ 16 ]               |
| 2021 (第33回) | 『愛すべき夫妻の秘密』                                                    | トッド・ブラック                                                                                             | [ 16 ]               |
| 2021 (第33回) | 『ベルファスト』 ‡                                                        | ローラ・バーウィック、ケネス・ブラナー、ベッカ・コヴァチック、テイマー・トーマス                             | [ 16 ]               |
| 2021 (第33回) | 『ドント・ルック・アップ』 ‡                                              | アダム・マッケイ、ケヴィン・メシック                                                                         | [ 16 ]               |
| 2021 (第33回) | 『DUNE/デューン 砂の惑星』 ‡                                              | メアリー・ペアレント、ドゥニ・ヴィルヌーヴ、ケイル・ボイター                                                 | [ 16 ]               |
| 2021 (第33回) | 『ドリームプラン』 ‡                                                      | ティム・ホワイト、トレヴァー・ホワイト、ウィル・スミス                                                       | [ 16 ]               |
| 2021 (第33回) | 『リコリス・ピザ』 ‡                                                      | サラ・マーフィ、ポール・トーマス・アンダーソン、アダム・ソムナー                                             | [ 16 ]               |
| 2021 (第33回) | 『パワー・オブ・ザ・ドッグ』 ‡                                            | ジェーン・カンピオン、ターニャ・セガッチアン、エミール・シャーマン、イアン・カニング、ロジャー・フラッピアー | [ 16 ]               |
| 2021 (第33回) | 『Tick, tick... BOOM! : チック、チック…ブーン!』                          | ジュリー・オー、リン＝マニュエル・ミランダ                                                                   | [ 16 ]               |
| 2021 (第33回) | 『ウエスト・サイド・ストーリー』 ‡                                        | スティーヴン・スピルバーグ、クリスティ・マコスコ・クリーガー                                                 | [ 16 ]               |
| 2022 (第34回) | 『エブリシング・エブリウェア・オール・アット・ワンス』 †                  | ジョナサン・ワン、ダニエル・クワン、ダニエル・シャイナート                                                   | [ 17 ] [ 18 ] [ 19 ] |
| 2022 (第34回) | 『アバター:ウェイ・オブ・ウォーター』 ‡                                   | ジョン・ランドー、ジェームズ・キャメロン                                                                     | [ 17 ] [ 18 ] [ 19 ] |
| 2022 (第34回) | 『イニシェリン島の精霊』 ‡                                                | グレアム・ブロードベント、ピート・チャーニン、マーティン・マクドナー                                         | [ 17 ] [ 18 ] [ 19 ] |
| 2022 (第34回) | 『ブラックパンサー/ワカンダ・フォーエバー』                               | ケヴィン・ファイギ、ネイト・ムーア                                                                           | [ 17 ] [ 18 ] [ 19 ] |
| 2022 (第34回) | 『エルヴィス』 ‡                                                          | バズ・ラーマン、キャサリン・マーティン、ゲイル・バーマン、スカイラー・ワイス、パトリック・マコーミック       | [ 17 ] [ 18 ] [ 19 ] |
| 2022 (第34回) | 『フェイブルマンズ』 ‡                                                    | スティーヴン・スピルバーグ、クリスティ・マコスコ・クリーガー、トニー・クシュナー                             | [ 17 ] [ 18 ] [ 19 ] |
| 2022 (第34回) | 『ナイブズ・アウト: グラス・オニオン』                                    | ラム・バーグマン、ライアン・ジョンソン                                                                       | [ 17 ] [ 18 ] [ 19 ] |
| 2022 (第34回) | 『TAR/ター』 ‡                                                            | トッド・フィールド、アレクサンドラ・ミルチャン、スコット・ランバート                                         | [ 17 ] [ 18 ] [ 19 ] |
| 2022 (第34回) | 『トップガン マーヴェリック』 ‡                                           | ジェリー・ブラッカイマー、トム・クルーズ、クリストファー・マッカリー、デヴィッド・エリソン                   | [ 17 ] [ 18 ] [ 19 ] |
| 2022 (第34回) | 『ザ・ホエール』                                                          | ジェレミー・ドーソン、アリ・ハンデル、ダーレン・アロノフスキー                                               | [ 17 ] [ 18 ] [ 19 ] |
| 2023 (第35回) | 『オッペンハイマー』 †                                                    | エマ・トーマス、チャールズ・ローヴェン、クリストファー・ノーラン                                             | [ 20 ] [ 21 ]        |
| 2023 (第35回) | 『アメリカン・フィクション』 ‡                                            | | [ 20 ] [ 21 ]        |
| 2023 (第35回) | 『落下の解剖学』 ‡                                                        | | [ 20 ] [ 21 ]        |
| 2023 (第35回) | 『バービー』 ‡                                                            | | [ 20 ] [ 21 ]        |
| 2023 (第35回) | 『ホールドオーバーズ 置いてけぼりのホリディ』 ‡                           | | [ 20 ] [ 21 ]        |
| 2023 (第35回) | 『キラーズ・オブ・ザ・フラワームーン』 ‡                                  | | [ 20 ] [ 21 ]        |
| 2023 (第35回) | 『マエストロ: その音楽と愛と』 ‡                                          | | [ 20 ] [ 21 ]        |
| 2023 (第35回) | 『パスト ライブス/再会』 ‡                                                | | [ 20 ] [ 21 ]        |
| 2023 (第35回) | 『哀れなるものたち』 ‡                                                    | | [ 20 ] [ 21 ]        |
| 2023 (第35回) | 『関心領域』 ‡                                                            | | [ 20 ] [ 21 ]        |

## 複数回候補及び受賞者
| 受賞数 | 候補数 | 人物 (年)                                                                         |
| ------ | ------ | --------------------------------------------------------------------------------- |
| 2      | 9      | スティーヴン・スピルバーグ (1993, 1997, 1998, 2011, 2012, 2015, 2017, 2021, 2022) |
| 2      | 4      | ジェレミー・クライナー (2013, 2015, 2016, 2018)                                   |
| 2      | 4      | デデ・ガードナー (2013, 2015, 2016, 2018)                                         |
| 2      | 3      | ブラッド・ピット (2011, 2013, 2015)                                               |
| 2      | 2      | ブランコ・ラスティグ (1993, 2000)                                                 |
| 1      | 9      | スコット・ルーディン (2007, 2010, 2011, 2012, 2013, 2014, 2016)                   |
| 1      | 5      | グレアム・キング (2004, 2006, 2010, 2011, 2018)                                   |
| 1      | 4      | ピーター・ジャクソン (2001, 2002, 2003, 2009)                                     |
| 1      | 4      | デヴィッド・ハイマン (2001, 2013, 2019)                                           |
| 1      | 4      | クリストファー・ノーラン (2008, 2010, 2017, 2023)                                 |
| 1      | 4      | エマ・トーマス (2008, 2010, 2017, 2023)                                           |
| 1      | 4      | チャールズ・ローヴェン (2008, 2013, 2017, 2023)                                   |
| 1      | 3      | ブライアン・グレイザー (1995, 2001, 2008)                                         |
| 1      | 3      | ジェームズ・キャメロン (1997, 2009, 2022)                                         |
| 1      | 3      | ジョン・ランドー (1997, 2009, 2022)                                               |
| 1      | 3      | イーサン・コーエン (1996, 2007, 2010)                                             |
| 1      | 3      | ブルース・コーエン (1999, 2008, 2012)                                             |
| 1      | 3      | バリー・M・オズボーン (2001, 2002, 2003)                                          |
| 1      | 3      | フラン・ウォルシュ (2001, 2002, 2003)                                             |
| 1      | 3      | アルバート・バーガー (2003, 2006, 2013)                                           |
| 1      | 3      | グラント・ヘスロヴ (2005, 2011, 2012)                                             |
| 1      | 3      | アレハンドロ・ゴンサレス・イニャリトゥ (2006, 2014, 2015)                         |
| 1      | 3      | イアン・カニング (2010, 2016, 2021)                                               |
| 1      | 3      | エミール・シャーマン (2010, 2016, 2021)                                           |
| 1      | 3      | マーク・プラット (2015, 2016, 2020)                                               |
| 1      | 2      | リチャード・D・ザナック (1989, 2002)                                              |
| 1      | 2      | ソウル・ゼインツ (1991, 1996)                                                     |
| 1      | 2      | エドワード・サクソン (1991, 2002)                                                 |
| 1      | 2      | イアン・ブライス (1998, 2000)                                                     |
| 1      | 2      | マーク・ゴードン (1998, 2017)                                                     |
| 1      | 2      | マイケル・マン (1999, 2004)                                                       |
| 1      | 2      | ダン・ジンクス (1999, 2008)                                                       |
| 1      | 2      | バズ・ラーマン (2001, 2022)                                                       |
| 1      | 2      | ロン・イェルザ (2006, 2013)                                                       |
| 1      | 2      | ジョエル・コーエン (2007, 2010)                                                   |
| 1      | 2      | クリスチャン・コルソン (2008, 2010)                                               |
| 1      | 2      | キャスリン・ビグロー (2009, 2012)                                                 |
| 1      | 2      | マーク・ボール (2009, 2012)                                                       |
| 1      | 2      | ジョージ・クルーニー (2011, 2012)                                                 |
| 1      | 2      | ジム・バーク (2011, 2018)                                                         |
| 1      | 2      | アルフォンソ・キュアロン (2013, 2018)                                             |
| 1      | 2      | ピーター・スピアーズ (2017, 2020)                                                 |

| 受賞数 | 候補数 | 人物 (年)                                                 |
| ------ | ------ | --------------------------------------------------------- |
| 0      | 5      | クリント・イーストウッド (1992, 2003, 2004, 2009, 2014)   |
| 0      | 5      | キャスリーン・ケネディ (2003, 2007, 2008, 2011, 2012)     |
| 0      | 5      | セアン・チャフィン (2008, 2010, 2011, 2014, 2020)         |
| 0      | 4      | スティーヴ・ゴリン (1999, 2006, 2015)                     |
| 0      | 4      | ミーガン・エリソン (2012, 2013, 2014)                     |
| 0      | 4      | クリスティ・マコスコ・クリーガー (2015, 2017, 2021, 2022) |
| 0      | 3      | ローレンス・ベンダー (1994, 1997, 2009)                   |
| 0      | 3      | ドナ・ジグリオッティ (1998, 2012, 2016)                   |
| 0      | 3      | ヴィンセント・ランディ (1999, 2002, 2013)                 |
| 0      | 3      | ロバート・ロレンツ (2003, 2009, 2014)                     |
| 0      | 3      | ジョン・キリク (2006, 2007, 2014)                         |
| 0      | 3      | エリック・フェルナー (2008, 2012, 2014)                   |
| 0      | 3      | マイケル・デ・ルカ (2010, 2011, 2013)                     |
| 0      | 3      | ジェレミー・ドーソン (2012, 2014, 2022)                   |
| 0      | 3      | エマ・ティリンジャー・コスコフ (2013, 2019)               |
| 0      | 3      | ジェイソン・ブラム (2014, 2017, 2018)                     |
| 0      | 3      | ブラッドリー・クーパー (2014, 2018, 2019)                 |
| 0      | 3      | エイミー・パスカル (2017, 2019)                           |
| 0      | 3      | トッド・ブラック (2016, 2020, 2021)                       |
| 0      | 2      | オリバー・ストーン (1991, 1996)                           |
| 0      | 2      | イスマイル・マーチャント (1992, 1993)                     |
| 0      | 2      | アーノン・ミルチャン (1997, 2015)                         |
| 0      | 2      | ハーヴェイ・ワインスタイン (1998, 2002)                   |
| 0      | 2      | エドワード・ズウィック (1998, 2003)                       |
| 0      | 2      | リチャード・N・グラッドスタイン (1999, 2004)              |
| 0      | 2      | アン・リー (2000, 2012)                                   |
| 0      | 2      | ステイシー・シェア (2000, 2012)                           |
| 0      | 2      | ロン・ハワード (2001, 2008)                               |
| 0      | 2      | フランク・マーシャル (2003, 2008)                         |
| 0      | 2      | トム・クルーズ (2003, 2022)                               |
| 0      | 2      | ジェニファー・フォックス (2007, 2014)                     |
| 0      | 2      | フィノラ・ドワイヤー (2009, 2015)                         |
| 0      | 2      | アマンダ・ポージー (2009, 2015)                           |
| 0      | 2      | ブライアン・オリヴァー (2010, 2011)                       |
| 0      | 2      | ポール・トーマス・アンダーソン (2007, 2021)               |
| 0      | 2      | デイナ・ブルネッティ (2010, 2013)                         |
| 0      | 2      | ベイジル・イヴァニク (2010, 2015)                         |
| 0      | 2      | レッティ・アロンソン (2011, 2013)                         |
| 0      | 2      | スティーヴン・テネンバウム (2011, 2013)                   |
| 0      | 2      | ジャド・アパトー (2011, 2017)                             |
| 0      | 2      | バリー・メンデル (2011, 2017)                             |
| 0      | 2      | マーティン・スコセッシ (2011, 2019)                       |
| 0      | 2      | ジョナサン・ゴードン (2012, 2013)                         |
| 0      | 2      | ティム・ビーヴァン (2012, 2014)                           |
| 0      | 2      | ウェス・アンダーソン (2012, 2014)                         |
| 0      | 2      | スティーヴン・レイルズ (2012, 2014)                       |
| 0      | 2      | リチャード・サックル (2013, 2017)                         |
| 0      | 2      | サイモン・キンバーグ (2015, 2016)                         |
| 0      | 2      | メアリー・ペアレント (2015, 2021)                         |
| 0      | 2      | ピーター・チャーニン (2016, 2019)                         |
| 0      | 2      | ジェンノ・トッピング (2016, 2019)                         |
| 0      | 2      | デンゼル・ワシントン (2016, 2020)                         |
| 0      | 2      | ショーン・マッキトリック (2017, 2018)                     |
| 0      | 2      | ジョーダン・ピール (2017, 2018)                           |
| 0      | 2      | トム・アカーリー (2017, 2020)                             |
| 0      | 2      | グレアム・ブロードベント (2017, 2022)                     |
| 0      | 2      | ピート・チャーニン (2017, 2022)                           |
| 0      | 2      | マーティン・マクドナー (2017, 2022)                       |
| 0      | 2      | アダム・マッケイ (2018, 2021)                             |
| 0      | 2      | ケヴィン・メシック (2018, 2021)                           |
| 0      | 2      | ケヴィン・ファイギ (2018, 2022)                           |
| 0      | 2      | ラム・バーグマン (2019, 2022)                             |
| 0      | 2      | ライアン・ジョンソン (2019, 2022)                         |